# Будинок на площі Вірменський ринок, 8
Будинок на площі Вірменський ринок, 8 — пам'ятка архітектури національного значення у місті Кам'янці-Подільському Хмельницької області (охоронний № 1648). Розташована на площі Вірменський ринок під № 8.

## Історія
У XVI—XVIII столітті на місці сучасного будинку № 8 були три вірменських будинки, прямокутні у плані, з двосхилими дахами та великими склепінними підвалами. В середині XIX століття на їх місці збудували великий триповерховий будинок, який у своїй центральній частині мав проїзд. На початку XX століття будинок належав композитору і педагогу Тадеушу Ганицькому, який у 1903 році влаштував тут музичну школу. Перший поверх займала типографія Сергія Киржацького.
За радянських часів у 1922—1925 роках на другому поверсі будинку розташовувався центральний робітничий клуб Кам'янця-Подільського. Після Другої світової війни будинок пристосували під адміністративне приміщення швейної фабрики, чиє виробництво розміщувалося навпроти, у будинку № 5.

## Опис
Будинок триповерховий із підвалами, кам'яний, тинькований, внутрішні перегородки зроблені з цегли. Східний об'єм будівлі базується на 10 підвалах, чотири з яких мають склепінчасті коробові перекриття, стіни підвалів мають фундаменти на положистих арках. Західний об'єм має три склепінчастих підвали. Товщина зовнішніх стін сягає 1,5-1,8 м.
Міжповерхові перекриття пласкі. Внутрішній простір першого поверху розпланований згідно планувальної схеми підвалів та несних стін. Північний, головний фасад виходить на площу і на рівні першого поверху декорований горизонтальною розшивкою швів «під руст». Вікна прості, прямокутні, на першому поверсі прикрашені простими горизонтальними сандриками. Східний фасад має могутні контрфорси, що піднімаються на висоту третього поверху. Фасади увінчані профільованим карнизом. Дах металевий, чотирисхилий.